# Roerstreek en Oosttangent
Roerstreek en Oosttangent (voorheen Heide Roerstreek) is een groot bedrijventerrein ten oosten van Roermond en ten noorden van Melick en Herkenbosch in de gemeente Roerdalen.
Het gebied is begin jaren '60 van de 20e eeuw gestart ten zuiden van het tracé van de IJzeren Rijn.
Het gebied meet 45 ha en er zijn ongeveer 100 bedrijven gevestigd. Een van de grootste industriebedrijven is Rockwool, een bedrijf dat steenwolproducten vervaardigt. Verder is er Euramax gevestigd, een bedrijf dat gecoate aluminiumproducten vervaardigt voor de bouw en de voertuigindustrie. Ook vindt men er groothandels- en logistieke bedrijven.